# Givenchy-en-Gohelle
Givenchy-en-Gohelle är en kommun i departementet Pas-de-Calais i regionen Hauts-de-France i norra Frankrike. Kommunen ligger i kantonen Vimy som tillhör arrondissementet Arras. År 2022 hade Givenchy-en-Gohelle 2 049 invånare.

## Befolkningsutveckling
Antalet invånare i kommunen Givenchy-en-Gohelle
| Referens: INSEE |